# 栗美あい
栗美 あい（くりみ あい）は、日本の漫画家。2023年より『月刊プリンセス』（秋田書店）にて、田中芳樹の原作による『白花繚乱ー白き少女と天才軍師ー』の漫画を連載している。

## 作品リスト

### 漫画作品

#### 連載
- 紅霞後宮物語〜小玉伝〜（原作・原案：雪村花菜、『月刊プリンセス』2016年4月号[2] - 2022年6月号[3]） - コミカライズ、連載開始時タイトルは『小玉伝〜紅霞後宮物語〜』[2]。
- 白花繚乱ー白き少女と天才軍師ー（原作：田中芳樹、『月刊プリンセス』2023年2月号[1] - 連載中） - コミカライズ

#### 読み切り
- 真夜いキス（『ザ・マーガレット』2011年10月号）
- シンデレラシンドローム（『ザ・マーガレット』2012年6月号）
- 紅い夜（『月刊YOU』2012年7月号[4]）
- 母さんにはわからない（原作：金成陽三郎、『月刊YOU』2012年11月号）
- 私のカノジョ（『ザ・マーガレット』2013年2月号）
- タイトル不明（『刀剣乱舞-ONLINE-アンソロジー ―出陣準備中！―』2016年[5]） - 『刀剣乱舞-ONLINE-』のアンソロジー寄稿作品[6]。

### 書籍
- 『紅霞後宮物語〜小玉伝〜』、原作・原案：雪村花菜、秋田書店〈プリンセスコミックス〉2016年 - 2022年、全14巻（2025年7月13日をもって書籍・電子書籍の販売を終了[7]）
- 『栗美あい短編集 1 クリームソーダ』秋田書店〈プリンセスコミックス〉、2023年2月16日発売、電子書籍
- 『栗美あい短編集 2 スムージー』秋田書店〈プリンセスコミックス〉、2023年3月16日発売、電子書籍
- 『栗美あい短編集 3 カクテル』秋田書店〈プリンセスコミックス〉、2023年4月14日発売、電子書籍
- 『白花繚乱ー白き少女と天才軍師ー』、原作：田中芳樹、秋田書店〈プリンセスコミックス〉2023年 - 、既刊6巻（2025年8月18日現在）
  1. 2023年6月15日発売[8][9]、ISBN 978-4-253-27636-8
  2. 2023年12月14日発売[10]、ISBN 978-4-253-27637-5
  3. 2024年4月16日発売[11]、ISBN 978-4-253-27638-2
  4. 2024年10月16日発売[12]、ISBN 978-4-253-27639-9
  5. 2025年2月14日発売[13]、ISBN 978-4-253-27640-5
  6. 2025年8月18日発売[14]、ISBN 978-4-253-27641-2

### その他
- 『クジラの子らは砂上に歌う』アニメ化記念トリビュートイラスト（『月刊プリンセス』2017年11月号[15]）